# Eduardo Rodríguez Larreta
Eduardo Rodríguez Larreta y Arocena (Uruguay, 11 de diciembre de 1888 - 15 de agosto de 1973) fue un abogado, periodista y político que sirvió como Ministro de Relaciones Exteriores del Uruguay (1945-47) en el gobierno colorado de Juan José de Amézaga (1943-47) y cofundador del diario uruguayo El País. Larreta pertenecía al Partido Nacional, específicamente al nacionalismo independiente.

## Biografía
Rodríguez Larreta nació en Montevideo el 11 de diciembre de 1888. Fue hijo de Aureliano Rodríguez Larreta y Matilde Josefa Celestina Arocena Artagaveytía. Por línea materna está emparentado con diversas personalidades de la política uruguaya, como por ejemplo sus tíos Alejo Gregorio y Amalia Victoria Arocena Artagaveytía, quienes fueron abuelo materno del expresidente colorado Juan María Bordaberry y abuela paterna del político blanco Alberto Zumarán, respectivamente. Su madre también fue doble prima y a su vez tía segunda de Elisa Nicanora Artagaveytía Arocena, abuela paterna del exsenador blanco Francisco Gallinal.
Se recibió de abogado en la Facultad de Derecho de la Universidad de la República. Fue docente de humanidades, y se convirtió en profesor de Derecho Constitucional.

## Actividad política
Miembro del Partido Nacional fue portavoz de "un nacionalismo independiente", opuesto al herrerismo. Participó con su padre Aureliano en la Asamblea Constituyente de 1917.[cita requerida]
Rodríguez Larreta se integró al Partido Nacional Independiente, al que representó en el Parlamento. En 1945, el presidente colorado Juan José de Amézaga le ofreció la cartera de Exteriores, la cual aceptó. Partidario de los Aliados sobre el Eje, fue también un feroz crítico del comunismo. Sus ideas se resumen en la llamada "doctrina Larreta".
Después de su labor como ministro, volvió al periodismo y a la política. En 1954 promovió la formación de Reconstrucción Blanca, fundamental en la reunificación posterior del Partido Nacional. Su actividad parlamentaria se prolongaría hasta su muerte en 1973, en los albores del Golpe de Estado del 27 de junio de 1973.

## Actividad periodística
Cofundador del diario El País, el diario de mayor circulación en el país, verificado por la institución argentina IVC. También publicó en los diarios La Razón y El Siglo' bajo el seudónimo de "Fradique Méndez". En 1949 fue galardonado con el Premio María Moors Cabot a su labor periodística.